# سرقلعه (دیواندره)
سرقلعه (دیواندره)، روستایی از توابع بخش مرکزی شهرستان دیواندره در استان کردستان ایران است.

## جمعیت
این روستا در دهستان حومه قرار دارد و براساس سرشماری مرکز آمار ایران در سال ۱۳۸۵، جمعیت آن ۵۱۰ نفر (۱۰۱خانوار) بوده‌است.